# Мерак (зоря)
Мерак (β UMa, HD95418) — хімічно пекулярна зоря спектрального класу A0, що має видиму зоряну величину в смузі V приблизно  2,4.
Вона розташована в сузір'ї Велика Ведмедиця на відстані близько 79,4 світлових років від Сонця.

## Фізичні характеристики
Зоря HD95418 обертається 
навколо своєї осі порівняно повільно. Проєкція її екваторіальної швидкості на промінь зору становить  Vsin(i)= 46 км/сек.

## Магнітне поле
Спектр зорі Мерак указує на наявність магнітного поля в її зоряній атмосфері. Напруженість повздовжньої компоненти поля, оціненої аналізом,
становить 36,2±64,3 Гаус.